# Restavracija
Restavracija je vrsta gostilne, kjer strežejo pripravljeno hrano in pijačo (s poudarkom na hrani). V restavracijah so zaposleni kuharji, natakarji idr.
Gostje v restavraciji naročajo hrano, poleg plačanega računa pa pogosto dajo tudi napitnino. V nekaterih restavracijah je napitnina obvezna.